# لمبیت رایالا
لمبیت رایالا (استونیایی: Lembit Rajala؛ زادهٔ ۱ دسامبر ۱۹۷۰) بازیکن فوتبال اهل استونی بود.
از باشگاه‌هایی که در آن بازی کرده‌است می‌توان به باشگاه فوتبال فلورا تالین، باشگاه فوتبال نورما تالین، و باشگاه فوتبال ویلیاندی تولویک اشاره کرد.
وی همچنین در تیم ملی فوتبال استونی بازی کرده‌است.